# La Chapelle-Saint-Martial
La Chapelle-Saint-Martial település Franciaországban, Creuse megyében. Lakosainak száma 77 fő (2022. január 1.). La Chapelle-Saint-Martial Le Donzeil, Lépinas, Maisonnisses, Sardent, Saint-Georges-la-Pouge és Saint-Hilaire-le-Château községekkel határos.

## Népesség
A település népességének változása:
| Lakosok száma | 162  | 96   | 94   | 93   | 93   | 96   | 90   | 78   | 77   | 77   |
|               | 1968 | 1982 | 1990 | 2006 | 2013 | 2015 | 2017 | 2019 | 2020 | 2022 |